# Vamsapriya indica
Vamsapriya indica är en svampart som beskrevs av Gawas & Bhat 2006. Vamsapriya indica ingår i släktet Vamsapriya, divisionen sporsäcksvampar och riket svampar.   Inga underarter finns listade i Catalogue of Life.